# ミルクタイムにささやいて
『ミルクタイムにささやいて』は、酒井美羽による日本の漫画作品。1982年から1984年にかけて『花とゆめ』（白泉社）にて連載された。

## 概要
本作は、「ミミと州青のラブコメディ」シリーズの一部であり、シリーズの中では最も長い期間掲載されていた作品である。そのため、このシリーズは「ミルクタイムにささやいてシリーズ」と呼称されることもある。
シリーズ第1作『あの娘におせっかい』からシリーズ第2作『もういちど愛して!』を経て、本作品は第3作に相当する。
前作『もういちど愛して!』にて結婚を迎えた2人の間に息子が生まれるところから約2年間の時期を作品舞台としており、「ミミの奮戦育児日記」と題されている。
次作として、息子が成長して13歳を迎えた時期を舞台とする『初体験ボーイ 源之助!!!』をもって、「ミミと州青のラブコメディ」シリーズは締め括られる。
本作品『ミルクタイムにささやいて』が連載された当時、少女漫画誌において出産後の結婚生活を題材にした漫画作品が連載されることはかなり珍しいものであった。この作品の連載当時、作者自身は未婚で子供もいなかったが、読者ママからの手紙で子供の年齢をよく聞かれたという。
ミミと州青は年の差カップルで、州青は12歳年上（作品開始時点で19歳と31歳）という設定である。また、年齢は明示されていないが、絵未の両親も年の差カップル、絵未と大作も同じく12歳離れの年の差カップルとなっている。このような年の差カップルは酒井のライフワークになっているとも言われるほどの定番設定となっており、本作はこの設定の初期作品となる。なお、年の差カップルは、酒井が中学生の頃に読んでハマった『ジェーン・エア』が原点となっている。また、酒井自身が小学生の頃に担任の先生に迫ったことがある、高校生の頃にはウラジーミル・ナボコフの小説『ロリータ』を読んでいたなどのように、年の差カップルに繋がるエピソードを他にも持っている。

## あらすじ
主人公のミミ19歳の結婚相手は、12歳年上の日本画家青山一夫（あおやま かずお）。息子の源之助（げんのすけ）を出産し、育児に大忙しの毎日を送る中で、育児ノイローゼ、州青の絵のモデルとして訪れた美人芸者、中学の同窓会で再会するミミの初恋相手など、新婚生活を舞台とした出来事が発生する。

## 主な登場キャラクター
青山美美（あおやま よしみ）
本作の主人公。159cm、50kg（出産後）。公式の場以外では愛称のミミと呼ばれている。作品開始時点で19歳。「ミミと州青のラブコメディ」シリーズの第1作で結ばれ、本作冒頭で息子の源之助を出産する。父親は書道家。
青山一夫（あおやま かずお）
美美の夫。184cm、80kg。日本画家。画号は塚田州青（つかだ しゅうせい）で、ミミも含めて普段から州青の名で通している。作品開始時点で31歳。純和風で、普段は和服に足袋に下駄という恰好。父親はドイツ系のアメリカ人で海軍兵、母親は日本人。瞳は父親の影響を受けて碧色。ハーフの日本画家という好奇の目で見られるのが嫌で、普段はサングラスを掛けている。
両親が離婚して、中学の頃に母親を亡くし、それ以来親戚の家を転々としながら過ごしていた。美大を卒業し、後述のタヌキを題材とした「狐狸の里」で特選を受賞し、それがきっかけとなって日本画家として名が知られるようになる。それと時期を前後して、喫茶店「亜米利加屋」の常連同士であったミミと知り合う。当初目障りに感じていたお互いであったが、タヌキがミミに懐いたことをきっかけに急速に親しい関係となり、現在に至る。
青山源之助（あおやま げんのすけ）
ミミと州青の間に産まれた息子。本作は源之助の育児を作品の中心舞台としている。
タヌキ
青山家で飼っているオス狐。昔、州青が絵の出展のために動物園に通って狸の絵を描いていた際に、動物園から貰い受けたものであるが、動物園からやってきた車に乗っていたのはどう見ても狐であった。しかし、動物園では間違いなく狸の数が1匹減っているという。それ以来、州青は他の人に「元々は狸だったが、ある日狐に化けて以来、元に戻らなくなった」と説明することにしている。
キツネ
青山家で飼っているメス狸。源之助の出産後、タヌキのお嫁さんのつもりで動物園から貰い受けるが、動物園からやってきた車に乗っていたのはどう見ても狸であった。以来、州青は「元々は狐だったが、ある日狸に化けて、元に戻らなくなった」と説明している。
大作（だいさく）
州青の弟子兼助手で、絵の勉強をしている大学生。作品開始時点で19歳。上京して、州青の家の近くのアパート暮らし。
源之助が産まれる前にミミと州青が夫婦喧嘩をし、その際にやけを起こした州青が大作に金を渡して女を引っ掛けてくるように言ったことがあった。そして、その手のことに不慣れな大作が、駅前で目を閉じたままで意を決して誘いを掛けた時に、たまたま大作の目の前を歩いていたのが絵未であった。こうして知り合った初期、大作は、母子家庭であった絵未の兄あるいは父親的な立場で接していたつもりであったが、お互いの想いを確かめ合うような事件が本作中で何度か起こり、最終的には絵未の短大卒業後に、絵未と結ばれることになる。
高杉絵未（たかすぎ えみ）
大作のガールフレンド。父親は丸菱銀行会長を務めていた高杉虎吉だが、既に他界。母親はかつて丸菱銀行の受付嬢をしていたが、妻に先立たれた虎吉からのプロポーズを受けて結婚、その間に生まれたのが絵未である。作品開始時点で7歳の小学1年生。恋には積極的な性格。

## 単行本
単行本は白泉社の花とゆめCOMICSより全7巻、白泉社レディースコミックスより全9巻、白泉社文庫より全3巻が刊行されている。
花とゆめCOMICS
1. 1巻 ISBN 978-4-59-211471-0
2. 2巻 ISBN 978-4-59-211472-7
3. 3巻 ISBN 978-4-59-211473-4
4. 4巻 ISBN 978-4-59-211474-1
5. 5巻 ISBN 978-4-59-211475-8
6. 6巻 ISBN 978-4-59-211476-5 （『花とゆめ』1983年22号 - 24号、1984年2号 - 5号掲載）
7. 7巻 ISBN 978-4-59-211477-2

白泉社レディースコミックス
1. 1巻 ISBN 978-4-59-215601-7
2. 2巻 ISBN 978-4-59-215602-4
3. 3巻 ISBN 978-4-59-215603-1
4. 4巻 ISBN 978-4-59-215604-8
5. 5巻 ISBN 978-4-59-215605-5
6. 6巻 ISBN 978-4-59-215606-2
7. 7巻 ISBN 978-4-59-215607-9
8. 8巻 ISBN 978-4-59-215608-6
9. 9巻 ISBN 978-4-59-215609-3

白泉社文庫
1. 1巻 ISBN 978-4-59-288184-1 （『花とゆめ』1982年11号 - 21号、1982年11月増刊号、1983年2号 - 3号掲載）
2. 2巻 ISBN 978-4-59-288185-8 （『花とゆめ』1983年4号 - 12号、16号 - 21号掲載）
3. 3巻 ISBN 978-4-59-288186-5 （『花とゆめ』1983年22号 - 24号、1984年2号 - 7号、『別冊花とゆめ』春の号、17号 - 18号掲載）